# Kukiz’15
Kukiz’15 (auch Ruch Kukiza, deutsch Kukiz-Bewegung) ist eine von Paweł Kukiz gegründete politische Bewegung in Polen, die erstmals bei den Parlamentswahlen am 25. Oktober 2015 antrat. Bei diesen erhielt sie 8,8 % und war nach PiS und PO drittstärkste Kraft im Sejm.
In verschiedenen deutschsprachigen Medienberichten wurde sie im Zuge des Wahlerfolges als Protest- bzw. als Anti-Establishment-Bewegung bezeichnet und mit den Adjektiven (rechts-) populistisch, EU-kritisch, konservativ oder rechtsradikal beschrieben. Kukiz selbst versteht sich als „patriotisch und systemkritisch“. Nach den Parlamentswahlen 2015 rückte die Partei in Richtung Mitte und entfernte sich von rechtsradikalen sowie von EU-skeptischen Positionen.

## Geschichte
Kukiz'15 wurde im Sommer 2015 vom polnischen Rockmusiker Paweł Kukiz gegründet, nachdem er bei der Präsidentschaftswahl am 10. Mai 2015 mit 21 % Stimmanteil überraschend den dritten Platz erlangen konnte. In der Altersgruppe zwischen 18 und 29 Jahren erhielt er 42 % Wählerstimmen.
Kukiz trat hauptsächlich für die Einführung eines Mehrheitswahlrechts ein, welches er für bürgernäher und demokratischer hält als das in Polen geltende Verhältniswahlrecht. Am 6. September 2015 fand dazu ein vom damaligen Staatspräsidenten Bronisław Komorowski initiiertes Referendum statt. Das Ergebnis war wegen der zu niedrigen Wahlbeteiligung von 7,8 % jedoch nicht bindend.
Bei der Parlamentswahl in Polen 2015 erzielte Kukiz’15 mit einem Ergebnis von 8,8 % Stimmanteilen 42 der 460 Mandate im Sejm und wurde damit drittstärkste Kraft. Beim Sammeln von Unterschriften und im Wahlkampf war sie von der rechtsextremen Partei Ruch Narodowy unterstützt worden, die ihrerseits 5 Sitze gewinnen konnte. Drei weitere Abgeordnete stehen Ruch Narodowy nahe. Die Partei kündigte an, im Parlament eine Fraktion mit Kukiz’15 zu bilden.
Im März 2016 erreichte die Popularität von Kukiz’15 in Umfragen mit 12 % ihren Höhepunkt, anschließend sank sie wieder auf etwa 8 %. Nach parteiinternen Streitigkeiten sowie einem veröffentlichten Mitschnitt von Kukiz, empfahl die Ruch Narodowy ihren Mitgliedern im April 2016, die Kukiz-Fraktion zu verlassen. Diesem Aufruf folgte jedoch nur der Abgeordnete Robert Winnicki.
Die Bewegung hat sich bewusst nicht als politische Partei registriert, weil sie die Parteiendemokratie ablehnt. Deswegen kommt sie als einzige Kraft im Sejm auch nicht in den Genuss der staatlichen Parteienfinanzierung. Bei den Selbstverwaltungswahlen 2018 erreichte sie auf Woiwodschaftsebene landesweit 5,6 % der Stimmen, gewann aber in keinem der Woiwodschaftstage Mandate. Ihren größten Erfolg erreichte sie bei der Stadtpräsidentenwahl in der 60.000-Einwohnerstadt Przemyśl, bei der Wojciech Bakun in der Stichwahl mit 74,8 % der Stimmen zum neuen Stadtoberhaupt gewählt wurde. Dieser trat aber während seiner Amtszeit aus der Kukiz-Bewegung aus und wurde 2024 als parteiloser Kandidat wiedergewählt.
Zur Europawahl im Mai 2019 ging Kukiz’15 ein Bündnis mit den Kleinparteien Unia Polityki Realnej (UPR) und Prawica Rzeczypospolitej ein. Sie vereinbarte im Vorfeld der Wahl eine Zusammenarbeit mit dem italienischen Movimento 5 Stelle („Fünf-Sterne-Bewegung“) sowie kleineren Parteien aus Kroatien, Finnland und Griechenland. Kukiz’15 erhielt aber nur noch 3,7 % der Stimmen und verpasste damit den Einzug ins Europäische Parlament.
Im Verlauf der Legislaturperiode zerfiel die Kukiz’15-Fraktion zusehends. Von ursprünglich 42 Abgeordneten waren bis zur Parlamentswahl im Oktober 2019 nur noch 16 geblieben. Zu dieser Wahl trat Kukiz’15 im Rahmen der Koalicja Polska (KP; „Polnische Koalition“) unter Führung der Bauernpartei PSL an, obwohl Kukiz diese noch 2015 als „organisierte Verbrechertruppe“ bezeichnet hatte. Bei der Parlamentswahl in Polen 2023 zog die Gruppierung mit den drei Abgeordneten Kukiz, Marek Jakubiak und Jarosław Sachajko über die Liste der PiS in den Sejm ein. Im Juli 2024 schloss sich ihnen der Kaczyński-Kritiker Jan Krzysztof Ardanowski an.

## Politische Positionen
Kukiz’15 tritt für eine neue Verfassung und die Einführung des Mehrheitswahlrechts ein. Sie lehnt die Aufnahme von Flüchtlingen ab.

Das Programm zur Europawahl 2019 sah gleiche Rechte für alle EU-Bürger sowie eine Dezentralisierung der EU vor. Die Kompetenzen der Kommission sollten beschnitten, das Parlament und direkte Bürgerbeteiligung über Konsultationsprozesse dagegen gestärkt werden.
Die Abgeordneten von Kukiz’15 unterliegen bei Abstimmungen im Parlament keinerlei Fraktionsdisziplin. Bei einer Abstimmung traten Kukiz-Abgeordnete mit vier verschiedenen Positionen auf. Kukiz’15 ist stark in sozialen Medien im Internet vertreten. Kukiz’ Auftritte bei Facebook werden regelmäßig von mehreren hunderttausend Nutzern gesehen. Die Bewegung wird überproportional von der Altersgruppe der 18- bis 24-Jährigen gewählt.
Politiker von Kukiz’15 und auch der Anführer Paweł Kukiz selbst fielen während der Debatte um die Änderung des Gesetzes über das Institut des Nationalen Gedenkens („Holocaust-Gesetz“) 2018 mit antisemitischen und den Holocaust relativierenden Äußerungen auf. So erklärte Kukiz: „Die Polen mitverantwortlich zu machen für den Holocaust ist ein moralischer und ethischer Holocaust an den Polen.“ Zudem machte er Juden für die kommunistische Herrschaft in Polen verantwortlich: „die ganze Führungsriege des Geheimdienstes, des NKWD und die ganze Richterschaft“ habe aus Juden bestanden. Der Kukiz’15-Abgeordnete Marek Jakubiak sprach sich für eine Gleichsetzung der Schicksale aus, die Polen und Juden während des Zweiten Weltkriegs zu erdulden hatten: Er sagte, „dass die Polen ebenfalls einen Holocaust erlitten haben, der dem jüdischen in nichts nachsteht“. Zudem hätten zwar Polen Juden während der Verfolgung durch Nazideutschland geholfen, umgekehrt die Juden aber die sowjetische Besatzung Polens freudig begrüßt. Er fragte, „wo die Juden waren, als 500 000 Polen vor ihren Augen ermordet wurden und zwei Millionen in die Todeszüge nach Sibirien gesteckt wurden.“ Anschließend bestritt er die Existenz jeglichen Antisemitismus in Polen.

## Rezeption in Deutschland
Das Erscheinen von Kukiz’15 auf der politischen Bühne wurde 2015 auch in Deutschland diskutiert. Joanna Andrychowicz-Skrzeba und Bastian Sendhardt fassten ihre Analyse für die Friedrich-Ebert-Stiftung folgendermaßen zusammen: Das Vorgehen von Paweł Kukiz sei kaum berechenbar und habe eine „versteckte, aber deutlich rechtsnationalistische Ausrichtung“. In einigen Politikfeldern wie zum Beispiel der Außenpolitik offenbare sich gelegentlich Unvermögen. Kukiz habe es nicht geschafft, eine Partei zu gründen und ein Programm zusammenzustellen. Es fänden sich auf den Wahllisten neben ehemaligen Funktionären von PO, PiS und LPR auch Vertreter der Partei Ruch Narodowy, die „verschiedene rechtsextreme Gruppierungen“ vereinige. Hans H. Stein und Borek Severa von der Friedrich-Naumann-Stiftung zufolge ist die politische Positionierung der „eher konservative[n] Bewegung“ nach der Wahl noch „eine große Unbekannte.“
Im Zuge des Wahlerfolges wurde das Wahlkomitee meist nur am Rande erwähnt. So sah Meret Baumann von der Neuen Zürcher Zeitung in Kukiz’15 eine „Protestbewegung“. Paul Flückiger bezeichnete das Wahlkomitee in der Presse als eine „rechtspopulistische Protestpartei“, Gabriele Lesser in einem Kommentar bei der taz als eine „rechtsradikale Bewegung“, Henryk Jarczyk vom WDR schreibt, es sei ein „EU-kritische[s] und extrem populistische[s] Wahlkomitee“. Der Nachrichtenagentur Reuters zufolge profilierte sich die Kukiz-Bewegung „als populistische Anti-Establishment-Partei“. Die dpa sowie die NZZ-Mediengruppe bezeichnete es als „konservative Bewegung“.